# Pak Cshunghun
Pak Cshunghun (hangul: 박충훈, handzsa: 朴忠勳, RR: Park Chung-hoon; Csedzsu (Jeju), 1919. január 19. – Szöul (Seoul), 2001. március 16.) dél-koreai katona, politikus, ideiglenesen kormányfő és államfő.
| Elődje: Sin Hjonhvak (신현확, Shin Hyun-hwak) | Dél-Korea miniszterelnöke 1980 | Utódja: Nam Dogu (남덕우, Nam Duck-woo) |

| Elődje: Cshö Gjuha (최규하, Choi Kyu-hah) | Dél-Korea elnöke 1980 | Utódja: Cson Duhvan (전두환, Chun Doo-hwan) |